# Locus (czasopismo)

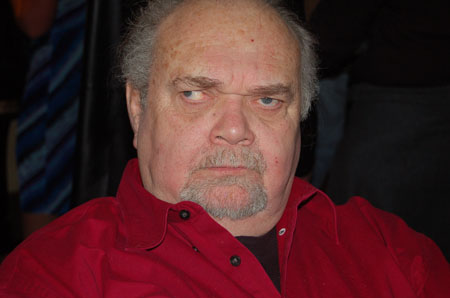
Charles N. Brown, założyciel pisma (2007)

Locus (z podtytułem „The Magazine Of The Science Fiction & Fantasy Field”) – amerykańskie czasopismo publikujące literaturę science fiction i fantasy. Założone w 1968 roku i wydawane jako miesięcznik w Oakland. Założycielem i redaktorem naczelnym od początku istnienia czasopisma do swej śmierci w 2009 roku był Charles N. Brown. Obecnie redaktorem naczelnym jest Liza Groen Trombi.
Pismo przyznaje własną nagrodę.
Locus zdobył wiele nagród Hugo dla najlepszego czasopisma: 8 razy w kategorii „Best Fanzine” i 22 razy w kategorii „Best Semiprozine”.